# Portimão (DOC)
Le portimão est une appellation d'origine (DOC) portugaise produite dans le terroir viticole de Portimão, situé dans l'Algarve, au sud du pays. 

## Types de vin
Les vins de Portimão peuvent être blanc ou rouge. 

## Encépagement
Les cépages rouges sont le Castelão, le Trincadeira (ou Tinta Amarela) et la tinta negra mole. Les cépages blancs utilisés sont l'Arinto (ou Pedernã) et la Siria (ou Roupeiro).